# Mistrzostwa NCAA Division I w Zapasach w 2000
Mistrzostwa NCAA Division I w zapasach rozgrywane były w Saint Louis w dniach 16–18 marca 2000 roku. Zawody odbyły się na terenie Kiel Center.
Punkty zdobyły 72 drużyny.
- Outstanding Wrestler – Cael Sanderson[2]

## Wyniki

### Drużynowo
| Kolejność | Szkoła                         | Zespół          |
| --------- | ------------------------------ | --------------- |
| 1.        | University of Iowa             | Hawkeyes        |
| 2.        | Iowa State University          | Cyclones        |
| 3.        | University of Minnesota        | Golden Gophers  |
| 4.        | University of Oklahoma         | Sooners         |
| 5.        | Oklahoma State University      | Cowboys         |
| 6.        | University of Illinois         | Fighting Illini |
| 7.        | Lehigh University              | Mountain Hawks  |
| 8.        | University of Nebraska–Lincoln | Cornhuskers     |

### All American

#### 125 lb
| Lp. | Zawodnik          | Szkoła                |
| --- | ----------------- | --------------------- |
| 1.  | Jeremy Hunter     | Penn State            |
| 2.  | Steve Garland     | Virginia              |
| 3.  | Jody Strittmatter | Iowa                  |
| 4.  | Timothy Hill      | Cal State Fullerton   |
| 5.  | LeRoy Vega        | Minnesota             |
| 6.  | Jeff Ragan        | Oklahoma State        |
| 7.  | Ruben DeLeon      | Cal State Bakersfield |
| 8.  | Paul Gomez        | Nebraska              |

#### 133 lb
| Lp. | Zawodnik       | Szkoła         |
| --- | -------------- | -------------- |
| 1.  | Eric Juergens  | Iowa           |
| 2.  | Cody Sanderson | Iowa State     |
| 3.  | Joseph Warren  | Michigan       |
| 4.  | Rob Loper      | Pittsburgh     |
| 5.  | Todd Beckerman | Nebraska       |
| 6.  | Pat McNamara   | Michigan State |
| 7.  | Roman Fleszar  | Hofstra        |
| 8.  | Mike Coyle     | James Madison  |

#### 141 lb
| Lp. | Zawodnik         | Szkoła           |
| --- | ---------------- | ---------------- |
| 1.  | Carl Perry       | Illinois         |
| 2.  | Michael Lightner | Oklahoma         |
| 3.  | Doug Schwab      | Iowa             |
| 4.  | Mark Angle       | Clarion          |
| 5.  | Scott Schatzman  | Northwestern     |
| 6.  | Damion Logan     | Michigan         |
| 7.  | Sean Gray        | Virginia Tech    |
| 8.  | Chris Marshall   | Central Michigan |

#### 149 lb
| Lp. | Zawodnik        | Szkoła         |
| --- | --------------- | -------------- |
| 1.  | Tony Davis      | Northern Iowa  |
| 2.  | Adam Tirapelle  | Illinois       |
| 3.  | Dave Esposito   | Lehigh         |
| 4.  | Reggie Wright   | Oklahoma State |
| 5.  | Eric Schmiesing | Hofstra        |
| 6.  | Jared Lawrence  | Minnesota      |
| 7.  | Mike Zadick     | Iowa           |
| 8.  | Quinn Foster    | Arizona State  |

#### 157 lb
| Lp. | Zawodnik      | Szkoła       |
| --- | ------------- | ------------ |
| 1.  | Brett Matter  | Pennsylvania |
| 2.  | Larry Quisel  | Boise State  |
| 3.  | T.J Williams  | Iowa         |
| 4.  | Corey Wallman | Wisconsin    |
| 5.  | Bryan Snyder  | Nebraska     |
| 6.  | Luke Becker   | Minnesota    |
| 7.  | Shaun Shapert | Edinboro     |
| 8.  | Mike Ziska    | Pittsburgh   |

#### 165 lb
| Lp. | Zawodnik        | Szkoła        |
| --- | --------------- | ------------- |
| 1.  | Don Pritzlaff   | Wisconsin     |
| 2.  | Joe Heskett     | Iowa State    |
| 3.  | Steve Blackford | Arizona State |
| 4.  | Chris Martin    | Virginia Tech |
| 5.  | Kirk White      | Boise State   |
| 6.  | Travis Doto     | Lehigh        |
| 7.  | Brad Pike       | Minnesota     |
| 8.  | Joey Killar     | Harvard       |

#### 174 lb
| Lp. | Zawodnik        | Szkoła           |
| --- | --------------- | ---------------- |
| 1.  | Byron Tucker    | Oklahoma         |
| 2.  | Josh Koscheck   | Edinboro         |
| 3.  | Ryan Cunningham | Central Michigan |
| 4.  | Randy Pugh      | Northern Iowa    |
| 5.  | Rick Springmann | Pennsylvania     |
| 6.  | Mark Dufresne   | Lehigh           |
| 7.  | Kole Clauson    | Wisconsin        |
| 8.  | Ed Mosley       | Harvard          |

#### 184 lb
| Lp. | Zawodnik       | Szkoła        |
| --- | -------------- | ------------- |
| 1.  | Cael Sanderson | Iowa State    |
| 2.  | Vertus Jones   | West Virginia |
| 3.  | Brandon Eggum  | Minnesota     |
| 4.  | Doug Lee       | Oregon        |
| 5.  | Rob Rohn       | Lehigh        |
| 6.  | Kevin Welsh    | Edinboro      |
| 7.  | Cash Edward    | Boise State   |
| 8.  | Shawn Scannell | Rider         |

#### 197 lb
| Lp. | Zawodnik        | Szkoła         |
| --- | --------------- | -------------- |
| 1.  | Brad Vering     | Nebraska       |
| 2.  | Zach Thompson   | Iowa State     |
| 3.  | Mark Munoz      | Oklahoma State |
| 4.  | Nick Muzashvili | Michigan State |
| 5.  | Nick Preston    | Ohio State     |
| 6.  | Ross Thatcher   | Penn State     |
| 7.  | Orville Palmer  | Oklahoma       |
| 8.  | Pat Quirk       | Illinois       |

#### 285 lb
| Lp. | Zawodnik             | Szkoła         |
| --- | -------------------- | -------------- |
| 1.  | Brock Lesnar         | Minnesota      |
| 2.  | Wes Hand             | Iowa           |
| 3.  | Paul Hynek           | Iowa State     |
| 4.  | Antonio Garay        | Boston College |
| 5.  | Tim Courtad          | Ohio           |
| 6.  | Bandele Adeniyi-Bada | Pennsylvania   |
| 7.  | John Lockhart        | Illinois       |
| 8.  | Matt Brink           | Michigan       |